# L'espasa Màgica (The Magic Sword) 1901
L'Espasa Màgica (títol original The Magic Sword) o també coneguda com a Misteri Medieval (Medieval Mystery) és una pel·lícula curta muda en blanc i negre britànica de fantasia de 1901, dirigida per Walter R. Booth, presentant un cavaller medieval que lluita per salvar una donzella d'un ogre i una bruixa. La pel·lícula "està impressionantment elaborada, amb trets individuals que contenen múltiples efectes de trucs aconseguits a través de complexes exposicions dobles i superposicions", i segons Michael Brooke, de BFI Screenonline, "va ser tan sorprenent, que va moure el llegendari il·lusionista de l'escenari JN Maskelyne (de Maskelyne and Devant Fame) per descriure The Magic Sword com la millor pel·lícula de trucatge fins aleshores".

## Argument
A la teulada d'un antic palau apareixen un jove cavaller i la seva dama. Mentre estan ballant, apareix una bruixa que vol atrapar la dama. El cavaller la deixa anar per lluitar contra aquesta i, quan està a punt de deternir-la, la bruixa s'asseu a la seva escombra i s'escapa volant cap a la lluna. Després de la seva desaparició, provoca que diversos hobgoblins empaitin a la parella i un d’ells aconsegueix emportar-se la dama sense que el cavaller pugui fer res. Aleshores, sent dolor per la seva pèrdua, però de sobte se li apareix una fada, que li presenta una espasa màgica i li diu que pot utilitzar-la per recuperar la seva dama.

## Comentaris de l'autor
Robert W. Paul estava orgullosament satisfet d’aquesta pel·lícula, ja que compta amb tres escenes diferents separades, una cosa molt inusual per al 1901. I també, és una pel·lícula que està plena d'efectes especials, incloent l’impressionant moment en què un ogre gegant apareix de sobte sobre les merlets d'un castell.
Paul va afirmar que “l’ús de figures i disfresses anglosaxones no poden deixar de complaure a les audiències de parla anglesa, que s'han cansat d’imatges estrangeres d’aquesta classe.” Independentment de si hi hagués alguna evidència contemporània d’això, sembla probable que Paul hagi estat referint-se a la popularitat de les fantasies basades en els trucs de Georges Méliès.

## Efectes especials
Sent una pel·lícula que dura dos minuts, la seva trama és simplista. I els teló de fons i la configuració de la pel·lícula no són gaire detallistes com ho eren en altres pel·lícules de l’època, especialment les de Méliès, però la senzillesa de l'escena d’obertura en particular, ajuda a centrar l’atenció en l’acció.
Deixant la simplicitat d’aquests factors de costat, la part per la qual destaca més és la seva imatge visual, que és alhora habitual i estranya. La pel·lícula incorpora molts trucs cinematogràfics durant els dos minuts de duració. I malgrat ja s'havien explorat en altres pel·lícules de manera individual anys abans, el què és especial és que es van utilitzar tots els trucs que es coneixien fins aleshores de manera col·lectiva per a aquesta pel·lícula. Alguns d’aquests trucs inclouen:
- La fosa entre plans, quan el cavaller passa d’estar a la teulada del castell per estar en una mena de cova.
- L’stop trick o tall de salt per fer aparèixer o desaparèixer la fada de la nada.
- Les sobreimpressions per tal de col·locar dues escenes de diferents distàncies amb diferents enfocaments de càmera en un mateix pla, com és el cas del cap de l’ogre maligne. L’inventor d’aquest truc sembla un tema controvertit, perquè Méliès, Robert W. Paul i Walter R. Booth ho van introduir a finals de 1901, cadascú per la seva part independentment. Paul i Booth ho van fer amb aquesta pel·lícula i Méliès ho va fer amb L’home amb el cap de goma (L'homme à la tête en caoutchouc), però és impossible determinar qui va ser el primer en introduir-ho abans.
- L'exposició doble per a poder crear una aparició fantasmal, com quan hi apareixen figures fantasmagòriques al cavaller i el distreuen.
- Explosió d’artificis cap al final d’una escena combinat amb una fosa, com quan el cavaller aconsegueix fer desaparèixer la bruixa amb l'espasa màgica.

Amb aquests efectes especials, la pel·lícula va aconseguir sorprendre i fer disfrutar de l'experiència a un públic de 1901, gràcies a la gran concentració de trucs, el ritme ràpid de les accions o l'estètica mateixa. Es tracta d’una pel·lícula que no va ser innovadora en qüestions tècniques, però va saber aplicar intel·ligentment les innovacions que hi havia hagut fins aleshores en un escenari primari per tal d’explicar una història, en comptes de demostrar dominar els trucs visuals, donant més importància a la història que als efectes especials.

## Relació amb Georges Méliès
Aquesta pel·lícula va ser realitzada per dos pioners del cinema britànic. Walter R. Booth com a director i Robert W. Paul com a productor. Ambdós ja havien treballat junts abans amb la pel·lícula curta de Una col·lisió de ferrocarril (A Railway Collision) al 1900. En aquesta pel·lícula, ja es veu un gran treball en el decorat i les ganes d’experimentació amb trucs inspirats per Georges Méliès.
Per una banda, Robert W. Paul va ser un inventor, que va ingressar a la indústria cinematogràfica com un experimentador i director, encara que ho va deixar per a convertir-se en productor d'altres visionaris com ell.
Per l’altra banda, Walter R. Booth estava intrigat per les possibilitats que oferia realitzar una pel·lícula. El seu treball es podria assemblar al de Méliès perquè comparteixen antecedents similars. Però, és en aquesta pel·lícula de The Magic Sword en què la relació entre els dos és més òbvia i clara, on van aprofitar l’increïble popularitat de l'estil de Méliès, per convertint-se en una de les millors representacions del gènere  cinematogràfic de fantasia dels principis de la història del cinema.
Veiem molts punts en comú entre aquesta pel·lícula en concret i la figura de Méliès com ara:
- Predelicció pel gènere de fantasia o contes de fades.
- Trucs emprats en la pel·lícula per crear efectes visuals, com l'exposició doble o les sobreimpressions.
- Teló de fons pintat per a poder fer sobreimpressions en aquest.